# Kvadratkomplettering
Kvadratkomplettering er en teknik i algebra, hvis grundlæggende formål er at reducere en variabel med et polynomium af anden grad i en ligning eller i et matematisk udtryk, så der fremkommer et lineært polynomisk udtryk i anden potens. Derved gøres det i mange sammenhænge lettere at løse ligningen. 

## Oversigt
Ved kvadratkomplettering transformeres et andengradspolynomiom altså til et kvaderet lineært polynomiun og en konstant. Det betyder, at et polynomium af formen
{\displaystyle ax^{2}+bx\,\!}
ændres til et af formen
{\displaystyle (cx+d)^{2}+e\,\!}
Det bemærkes, at koefficienterne a, b, c, d og e ovenfor selv kan være matematiske udtryk og indeholde andre variable end x.
Den vigtigste anvendelse af kvadratkomplettering er at finde løsningerne til andengradsligningen.

## Almindelig formel
For 
{\displaystyle ax^{2}+bx=(cx+d)^{2}+e\,\!}
har vi 
{\displaystyle c={\sqrt {a}}\,\!}
{\displaystyle d={\frac {b}{2{\sqrt {a}}}}\,\!}
{\displaystyle e=-d^{2}=-\left({\frac {b}{2{\sqrt {a}}}}\right)^{2}\,\!}
Eller
{\displaystyle ax^{2}+bx=\left(x{\sqrt {a}}+{\frac {b}{2{\sqrt {a}}}}\right)^{2}-\left({\frac {b}{2{\sqrt {a}}}}\right)^{2}\,\!}

## Eksempler

### Eksempel 1
Et meget simpelt eksempel er:
{\displaystyle x^{2}+4x=x^{2}+4x+4-4=(x+2)^{2}-4\,\!}

### Eksempel 2
Et andet simpelt eksempel er at finde rødderne af: 
{\displaystyle {\begin{matrix}x^{2}+6x-16&=&0&\\x^{2}+6x&=&16&\\x^{2}+6x+({\frac {6}{2}})^{2}&=&16+({\frac {6}{2}})^{2}&*\\x^{2}+6x+9&=&16+9&\\(x+3)^{2}&=&25&\\(x+3)&=&\pm {\sqrt {25}}&\\x+3&=&\pm 5&\\x&=&\pm 5-3&\\x&=&-8,2&\\\end{matrix}}}
* kvadratkompletteringen

### Eksempel 3
Betragt problemer med at finde følgende integral:
{\displaystyle \int {\frac {dx}{9x^{2}-90x+241}}\,\!}.
Det kan gøres ved hjælp af kvadratkomplettering af nævneren. Nævneren er 
{\displaystyle 9x^{2}-90x+241=9(x^{2}-10x)+241\,\!}.
Når kvadratet kompletteres ved at lægge (10/2)² = 25 til x² – 10x fås det perfekte kvadrat x² – 10x + 25 = (x – 5)². Derfor fås:
{\displaystyle 9(x^{2}-10x)+241=9(x^{2}-10x+25)+241-9(25)=9(x-5)^{2}+16\,\!}.
Hvorfor integralet er
{\displaystyle \int {\frac {dx}{9x^{2}-90x+241}}={\frac {1}{9}}\int {\frac {dx}{(x-5)^{2}+(4/3)^{2}}}={\frac {1}{9}}\cdot {\frac {3}{4}}\arctan {\frac {3(x-5)}{4}}+C\,\!}.

### Eksempel 4
Som en generalisering af eksempel 2, kan rødderne af: 
{\displaystyle x^{2}+bx+c=0\,\!},
findes ved at omforme ligningen, så "x" og "x i anden" ikke længere optræder. For at opnå dette, kompletteres kvadratet: tag halvdelen af koefficienten til "x", kvadrer den, og læg den til på begge sider af lighedstegnet, således:
{\displaystyle {\begin{matrix}x^{2}+bx+c&=&0&\\x^{2}+bx&=&-c&\\x^{2}+bx+({\frac {b}{2}})^{2}&=&-c+({\frac {b}{2}})^{2}&*\\(x+{\frac {b}{2}})^{2}&=&({\frac {b}{2}})^{2}-c&\\(x+{\frac {b}{2}})&=&\pm {\sqrt {({\frac {b}{2}})^{2}-c}}&\\x&=&-{\frac {b}{2}}\pm {\sqrt {({\frac {b}{2}})^{2}-c}}&\end{matrix}}}
* kvadratkomplettering

### Eksempel 5 (den generelleandengradsligning)
Eksempel 4 kan generaliseres yderligere til at finde løsningerne til den generelle andengradsligning
{\displaystyle ax^{2}+bx+c=0\,\!}
idet der først foretages kvadratkomplettering således:
{\displaystyle {\begin{matrix}ax^{2}+bx+c&=&a\left(x^{2}+{\frac {bx}{a}}\right)+c\\&=&a\left(x^{2}+{\frac {bx}{a}}+\left({\frac {b^{2}}{4a^{2}}}-{\frac {b^{2}}{4a^{2}}}\right)\right)+c\\&=&a\left(x^{2}+{\frac {bx}{a}}+\left({\frac {b}{2a}}\right)^{2}\right)-a{\frac {b^{2}}{4a^{2}}}+c\\&=&a\left(x^{2}+2{\frac {bx}{2a}}+\left({\frac {b}{2a}}\right)^{2}\right)-a{\frac {b^{2}}{4a^{2}}}+c\\&=&a\left(x+{\frac {b}{2a}}\right)^{2}-a{\frac {b^{2}}{4a^{2}}}+c\end{matrix}}\,\!}.
hvoraf
{\displaystyle {\begin{matrix}\left(x+{\frac {b}{2a}}\right)^{2}&=&{\frac {b^{2}}{4a^{2}}}-{\frac {c}{a}}\\x+{\frac {b}{2a}}&=&\pm {\sqrt {{\frac {b^{2}}{4a^{2}}}-{\frac {c}{a}}}}\\x&=&\pm {\sqrt {{\frac {b^{2}}{4a^{2}}}-{\frac {c}{a}}}}-{\frac {b}{2a}}\\&=&{\frac {\pm {\sqrt {4a^{2}({\frac {b^{2}}{4a^{2}}}-{\frac {c}{a}})}}}{2a}}-{\frac {b}{2a}}\\&=&{\frac {-b\pm {\sqrt {b^{2}-4ac}}}{2a}}\end{matrix}}\,\!}

## Komplekse versioner af kvadratkomplettering
Betragt udtrykket
{\displaystyle |z|^{2}-b^{*}z-bz^{*}+c,\,}
hvor {\displaystyle z} og {\displaystyle b} er komplekse tal, {\displaystyle z^{*}} og {\displaystyle b^{*}} er de komplexe conjugationer af henholdsvis {\displaystyle z} og {\displaystyle b}, og {\displaystyle c} er et reelt tal. Dette kan udtrykkes på denne måde:
{\displaystyle |z-b|^{2}-|b|^{2}+c,\,}
som klart er en virkelig mængde. Det er fordi
{\displaystyle {\begin{matrix}|z-b|^{2}&=&(z-b)(z-b)^{*}\\&=&(z-b)(z^{*}-b^{*})\\&=&zz^{*}-zb^{*}-bz^{*}+bb^{*}\\&=&|z|^{2}-zb^{*}-bz^{*}+|b|^{2}\end{matrix}}}
Ligeledes kan udtrykket
{\displaystyle ax^{2}+by^{2}+c,\,}
hvor {\displaystyle a}, {\displaystyle x}, {\displaystyle b}, {\displaystyle y} og {\displaystyle c} er reelle tal og {\displaystyle a>0} samt {\displaystyle b>0}, udtrykkes ved kvadratet af den absolutte værdi af et komplekst tal. Defineres
{\displaystyle z={\sqrt {a}}x+i{\sqrt {b}}y,}
så
{\displaystyle {\begin{matrix}|z|^{2}&=&zz^{*}\\&=&({\sqrt {a}}x+i{\sqrt {b}}y)({\sqrt {a}}x-i{\sqrt {b}}y)\\&=&ax^{2}-i{\sqrt {a}}{\sqrt {b}}xy+i{\sqrt {b}}{\sqrt {a}}yx-i^{2}by^{2}\\&=&ax^{2}+by^{2}\end{matrix}}}
hvorfor
{\displaystyle ax^{2}+by^{2}+c=|z|^{2}+c.\,}